# Gherardo Silvani

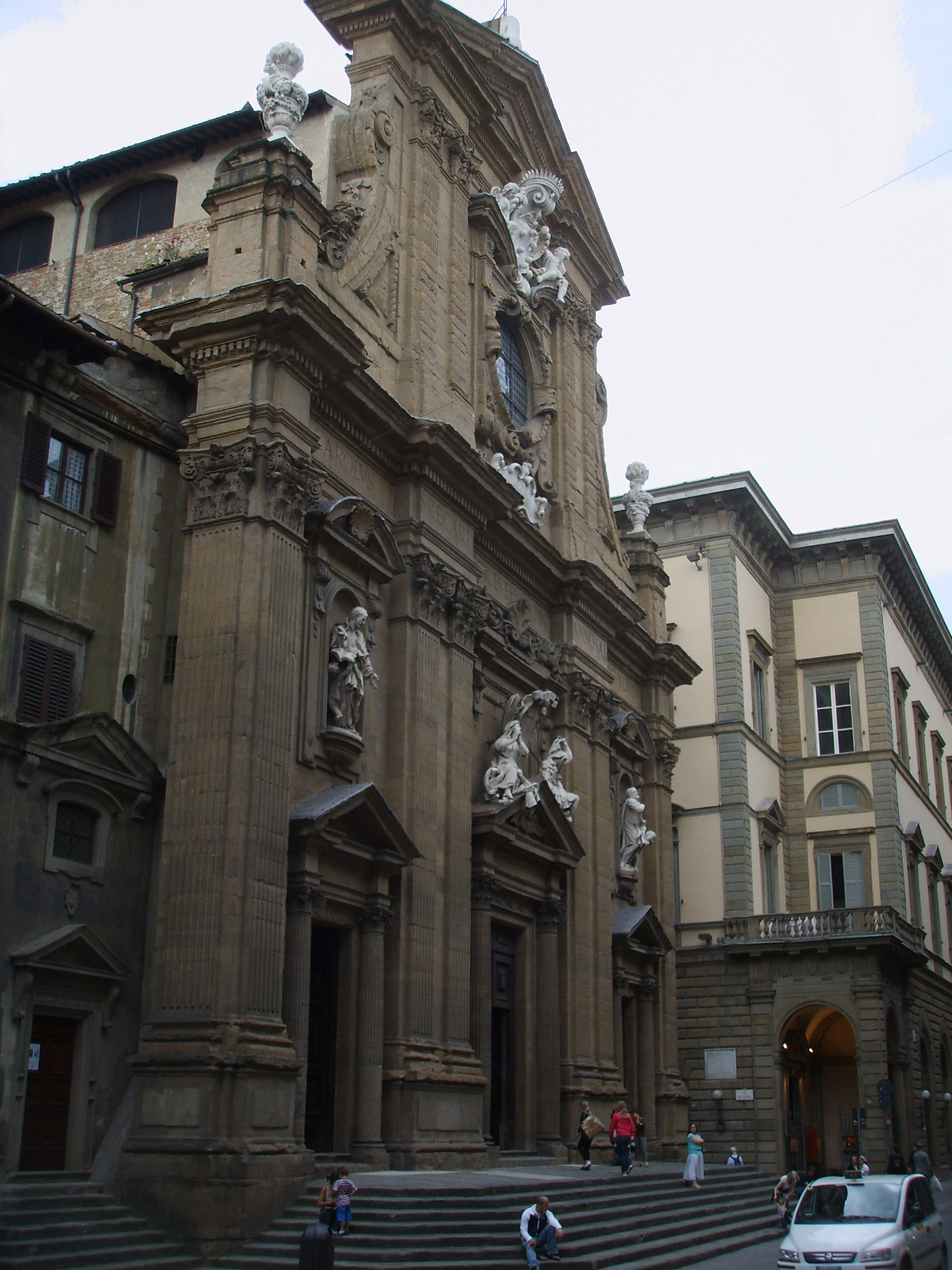
Fachada de San Gaetano, Florença

Gherardo Silvani (1579 – 1675) foi um arquiteto e escultor italiano, ativo principalmente em Florença e outros locais da Toscana durante o período barroco.

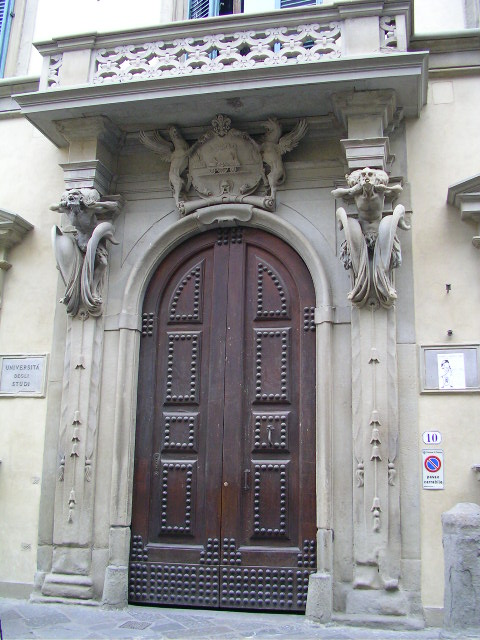
O portal do Palazzo Fenzi

## Biografia
O seu filho Pierfrancesco também se tornou arquiteto. Trabalhou no Palazzo Corsini al Prato, Palazzo Capponi-Covoni (1623), Palazzo Fenzi (1634), Palazzo Pallavicini, Palazzo di San Clemente. Também ajudou a projetar e construir o altar da Basílica di Santo Spirito . Ajudou na reconstrução das igrejas de San Frediano, Santi Simone e Giuda, Sant'Agostino e Chiesa di Santa Maria Maggiore (Florença), entre outras. Ajudou a projetar a fachada da Basílica de Santa Maria em Impruneta . Entretanto, o seu modelo para a fachada da catedral de Florença não foi adotado.
Sua obra-prima é considerada a igreja de Sant Gaietà (1604-1648) em frente à Plaça Antinori, em Florença. A obra foi encomendada pelo Cardeal Carlo de Médici, e foi dedicada ao fundador dos Teatinos . Fez isso em colaboração com Matteo Nigetti. Esta igreja também é conhecida como Sant Miquel e Sant Gaietà , porque foi construída no local da antiga igreja românica de Sant Miquel Bertelde. A segunda capela à esquerda contém um Martírio de São Lourenço de Pietro da Cortona . No transepto direito está a Capela da Natividade de Matteo Rosselli , com um crucifixo de bronze de Giovanni Francesco Susini . As decorações escultóricas da fachada são atípicas para uma igreja florentina, que sempre mostrou predileção por decorações geométricas iconoclastas.